# アルメイダ・ジュニオール
アルメイダ・ジュニオール こと ジョゼ・フェハス・デ・アルメイダ・ジュニオール（Almeida Júnior、本名: José Ferraz de Almeida Júnior。1850年5月8日 - 1899年11月13日）はブラジルの画家である。ブラジルの庶民の生活などを描いた。

## 略歴
ブラジル・サンパウロ州のイトゥーで生まれた。10代のころから美術の才能を示し、地元の教会の司祭は宗教的な題材で絵を描かせて、それを購入した。さらに司祭は、地区の信徒から金を集めて、アルメイダ・ジュニオールが絵を学ぶことができるようにしてくれた。19歳になった1869年に、ブラジルで最も権威のあるリオデジャネイロのブラジル帝国美術アカデミー（Academia Imperial de Belas Artes）に入学し、ジュール・ル・シェブレル(Jules Le Chevrel)やビクトル・メイレレス、ペドロ・アメリコらに学んだ。1874年に賞を得て、短期間ヨーロッパに旅した。
アカデミーを卒業した後、イトゥーに戻り、スタジオを開き、しばらくイトゥーで美術教師として働いた。1876年に国内巡回をしていた皇帝ペドロ2世に拝謁し、ヨーロッパで教育を受ける資金を得ることができた。1876年にヨーロッパに旅し、ローマに短期間滞在した後、パリに移りモンマルトル近くに住んだ。パリ国立高等美術学校に入学し、アレクサンドル・カバネルに学んだ。1879年から1882年のパリ滞在中に、パリのサロンに4度出展した。
1882年にブラジルに帰国した。同じ年にイタリアに旅し、イタリア留学中のエンリケ・ベルナルデリとロドルフォ・ベルナルデリと知り合った。
帝国美術アカデミーで主にヨーロッパで描いた作品の展覧会を開き、サンパウロにスタジオを開き、1884年にはブラジル全国美術展(Exposições Gerals de Belas Artes)に出展した。
人物画やブラジルの人々の生活を描いた作品を描いた。
1899年にいとこの妻との間の長い不倫関係が原因で、サンパウロ州ピラシカーバのホテルの前でいとこに殺害された。

## 作品

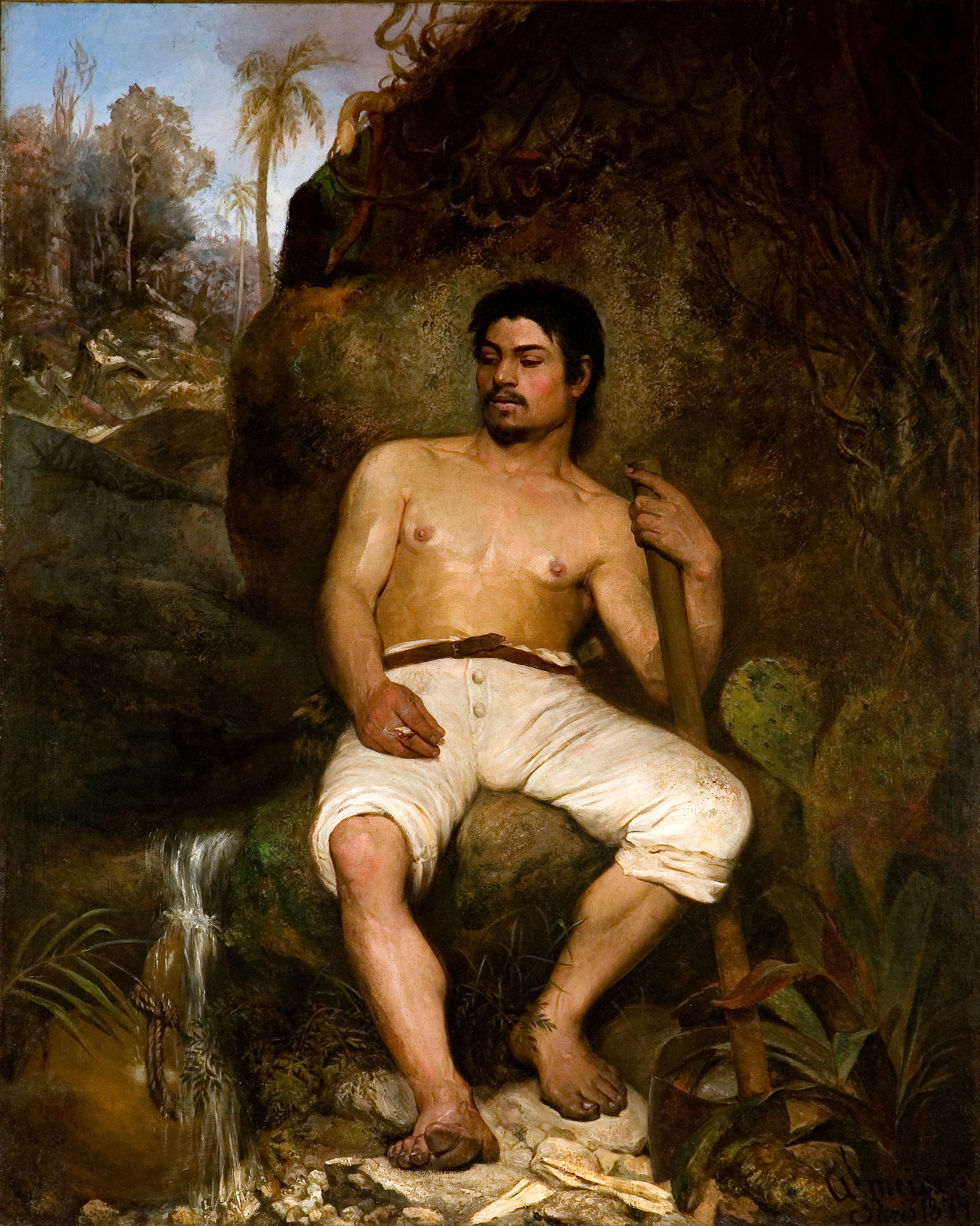
ブラジルの乱暴者、 ブラジル国立美術館
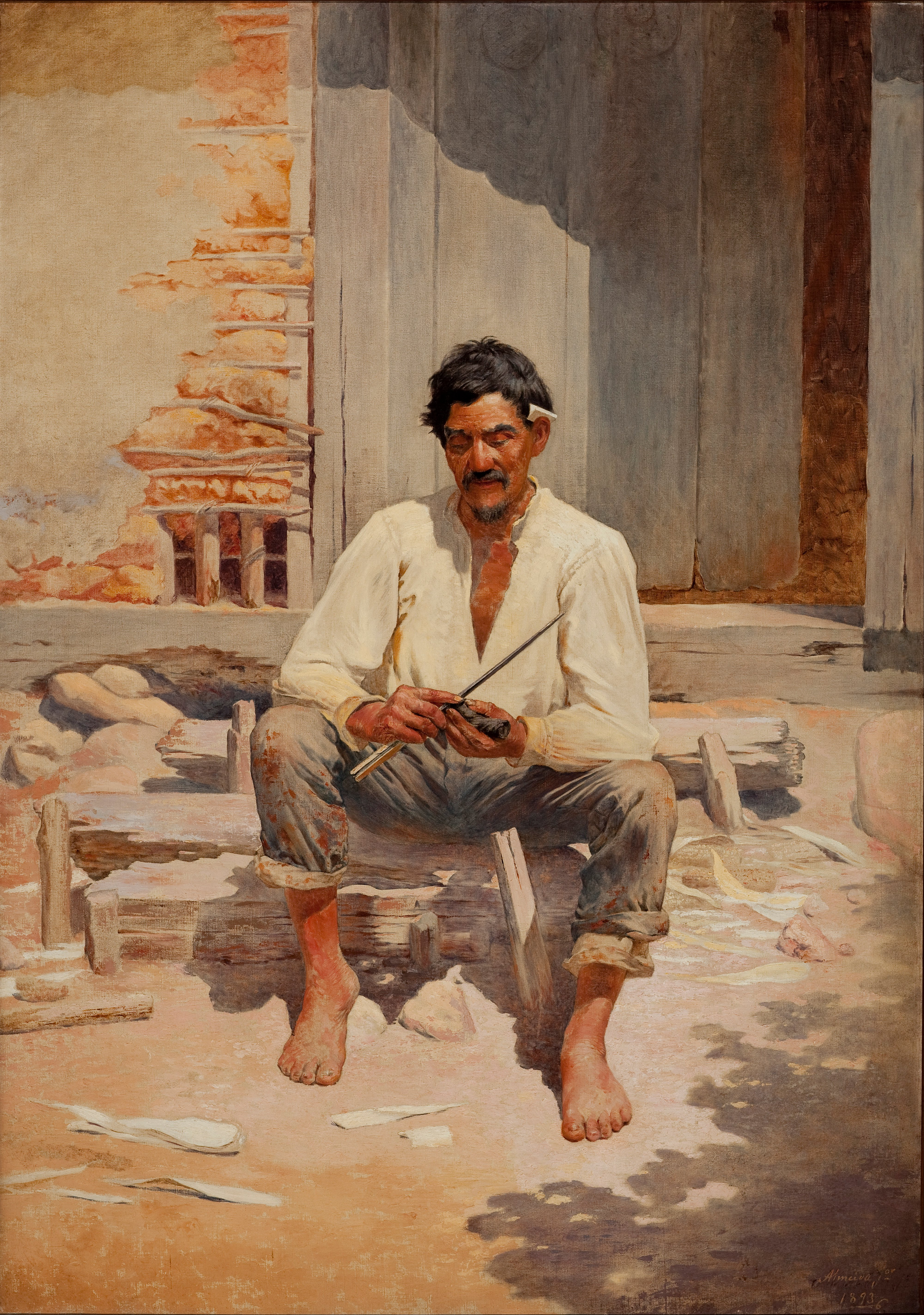
Caipira Cutting Tobacco (1893) サンパウロ・ピナコテッカ美術館 蔵
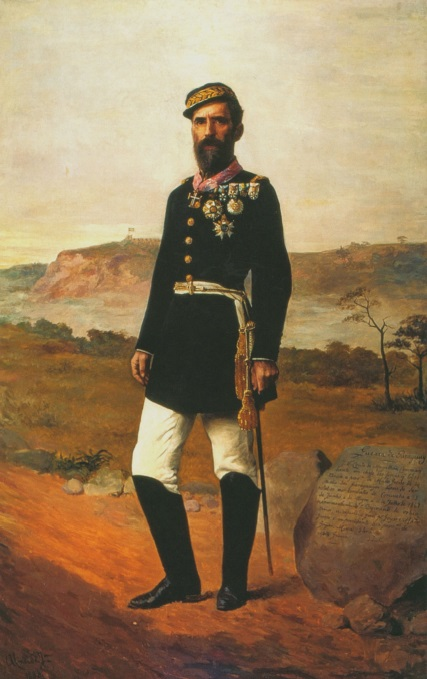
肖像画 (1888) Museu do Ipiranga 蔵
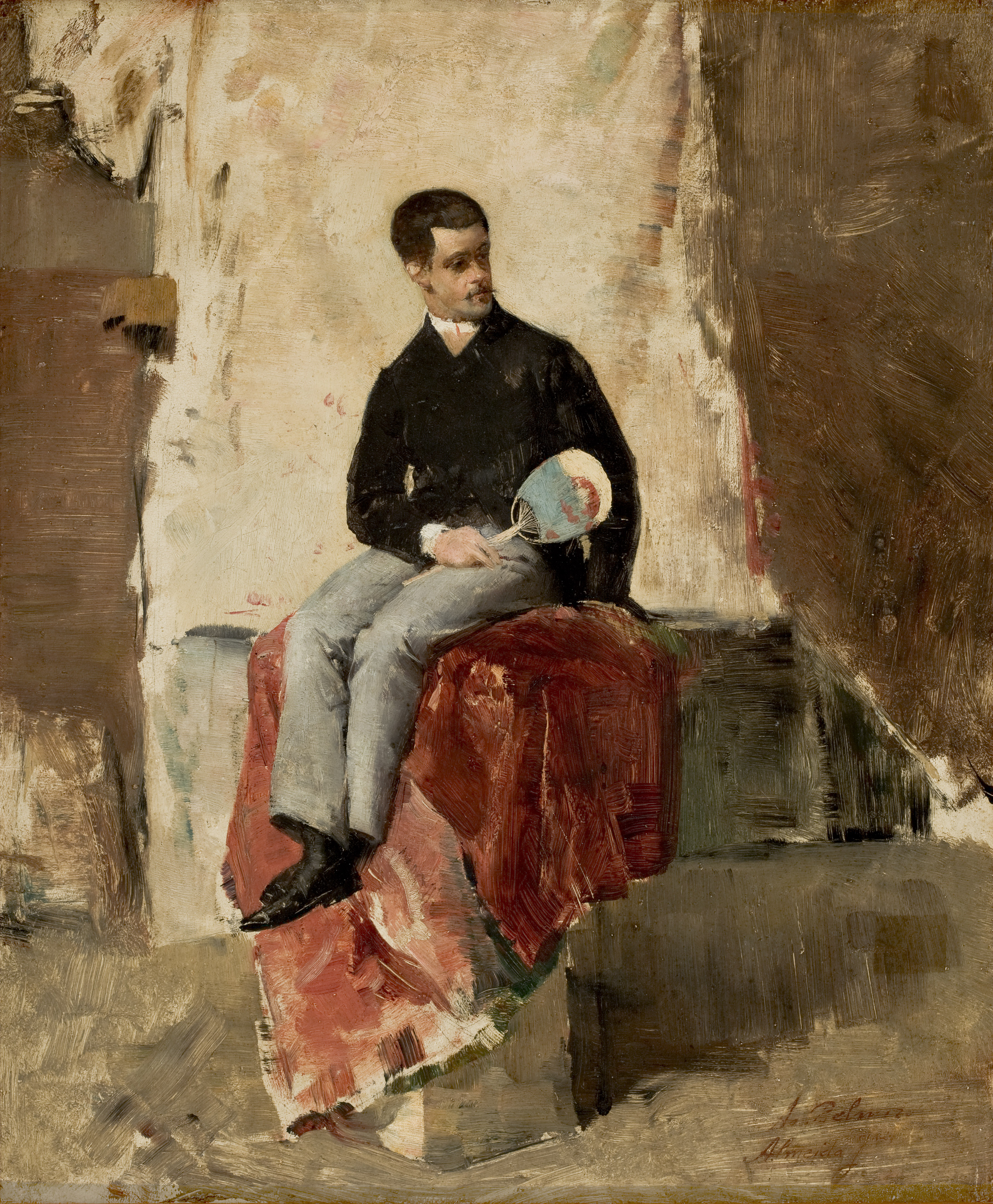
ベウミーロ・デ・アルメイダの肖像画 サンパウロ美術館 蔵

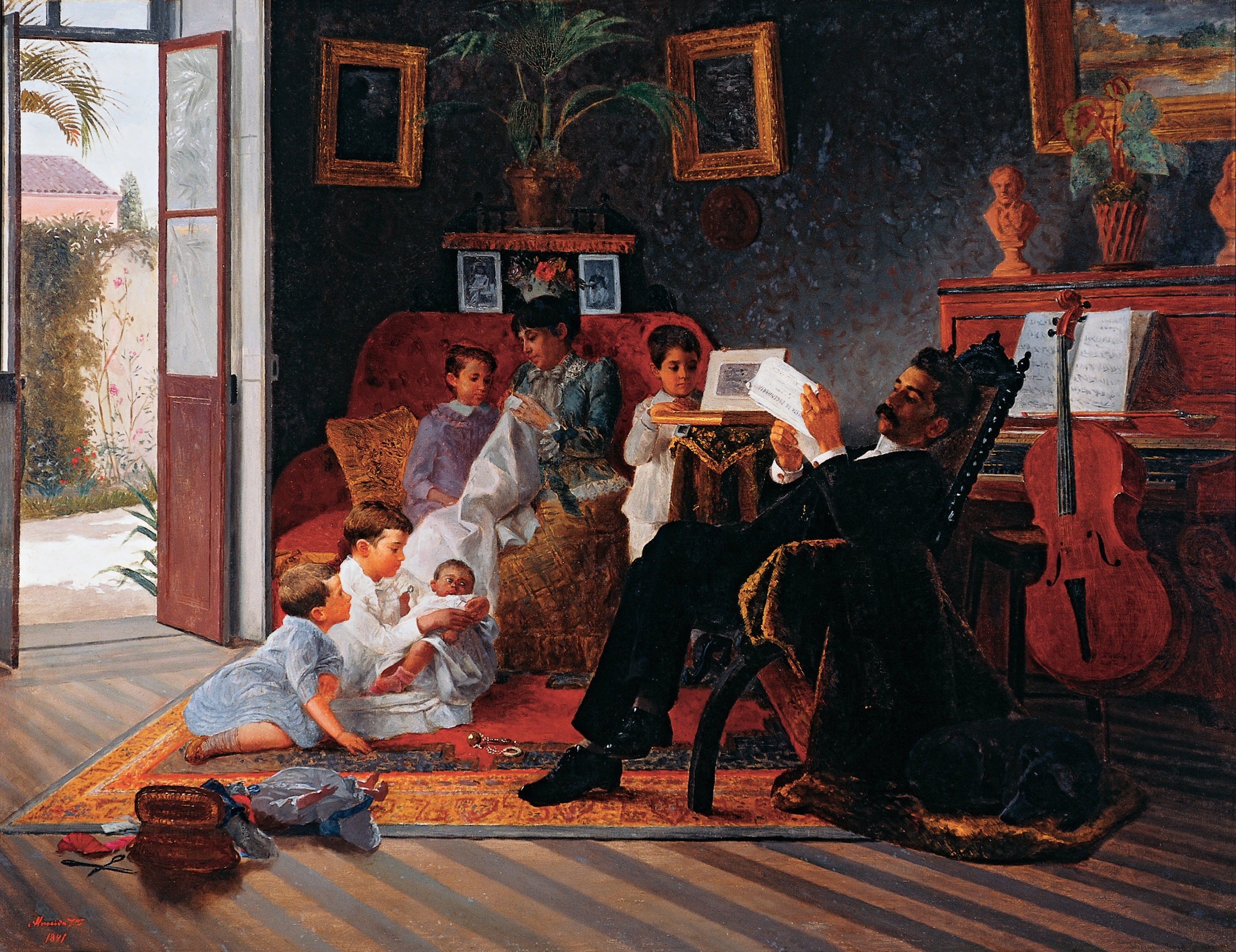
アドルフォ・アウグスト・ピンの家族　(1891) サンパウロ・ピナコテッカ美術館 蔵
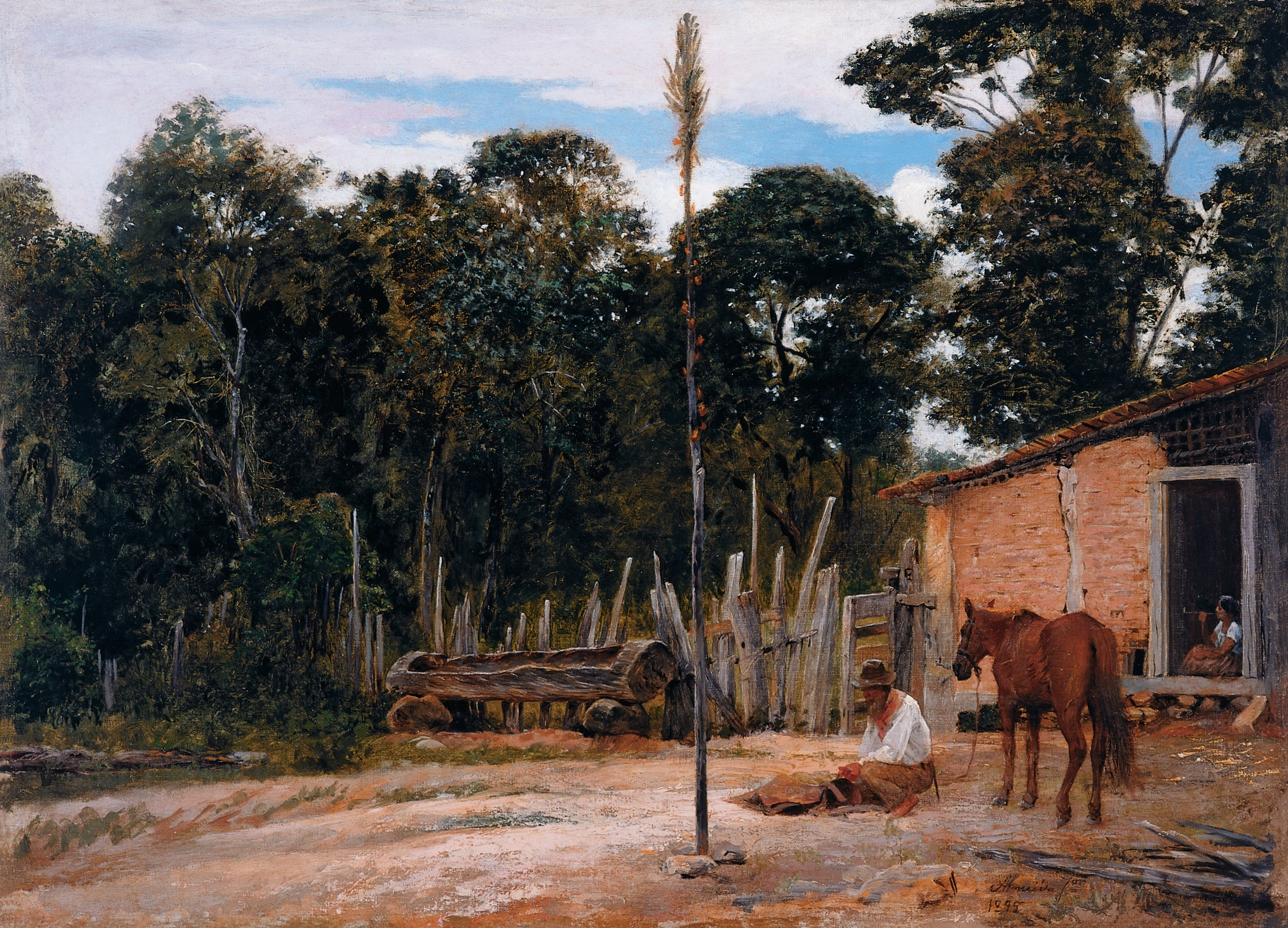
Apertando o Lombilho　(1895) サンパウロ・ピナコテッカ美術館 蔵
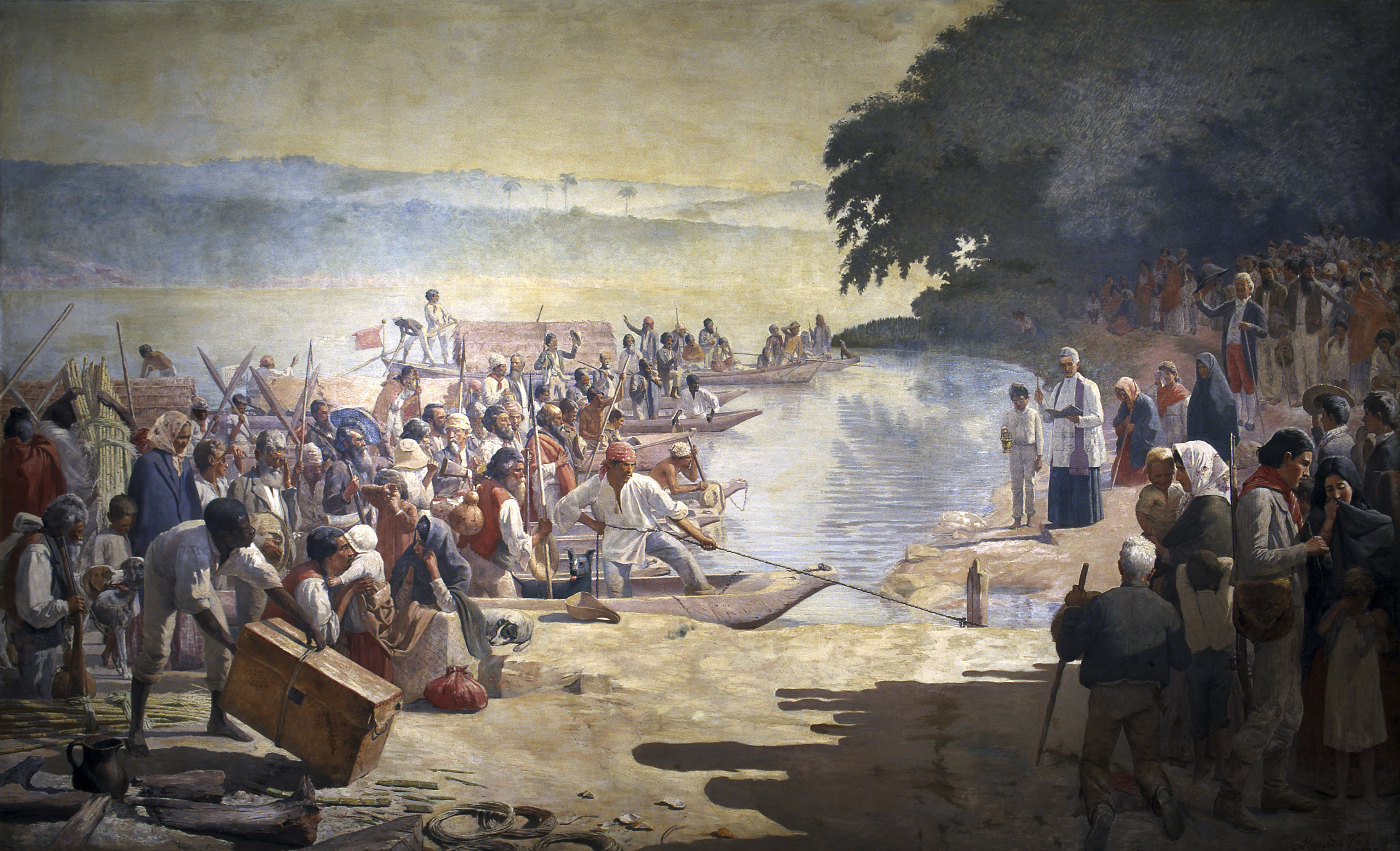
Partida da Monção

## 関連文献
- Gastão Pereira da Silva: Almeida Junior. Sua vida e sua obra. Editora do Brasil, São Paulo 1946 (portugiesisch).
- Vicente de Paulo Vicente de Azevedo: Almeida Junior. O romance do pintor. Editora Própria, São Paulo 1985 .
- José Roberto Teixeira Leite: Dicionário crítico da pintura no Brasil. Artlivre, Rio de Janeiro 1988 .
- José Ferraz de Almeida Júnior. 1850 – 1899, um artista revisitado. Pinacoteca do Estado. Pinacoteca do Estado, São Paulo 2000 . (Katalog der Ausstellung vom 25. Januar bis 16. März 2000).
- José Ferraz de Almeida Júnior. Um criador de imaginários. Pinacoteca do Estado. Pinacoteca do Estado, São Paulo 2007  (Katalog der Ausstellung vom 25. Januar bis 15. April 2007).